# Oriechowo (Kraj Ałtajski)
Oriechowo (ros. Орехово) – wieś w Rosji, w Kraju Ałtajskim, w rejonie burlińskim. W 2010 liczyła 624 mieszkańców.